# Alexandre Dufour
Alexandre Dufour fue un físico francés que sucedió a Georges Sagnac como profesor de física para el certificado PCN (primer año de estudios de medicina) en la facultad de ciencias de la Universidad de París en la década de 1920. El 1 de abril de 1927 se le otorgó el título de profesor sin cátedra y el 1 de octubre de 1931 fue nombrado profesor titular.
Fue el inventor del oscilógrafo catódico, cuyo proceso describió en 1914, antes de publicar los detalles del dispositivo en 1920.
Un grupo de científicos marginales, defensores de teorías calificadas por otros como pseudociencias, llevó su nombre (el Cercle de physique Alexandre Dufour). Entre 1949 y 1983, se reunían en la Maison des Centraliens. Entre sus miembros estaba René-Louis Vallée, inventor de la teoría sinergética.